# Rio Semnon
O rio Semnon é um rio da Bretanha, no noroeste da França. Nasce no departamento de Mayenne (53) e é afluente do rio Vilaine pela sua margem esquerda, entre as comunas de Bourg-des-Comptes e Pléchâtel, no departamento de Ille-et-Vilaine (35).
Ao longo do seu percurso banha os seguintes departamentos e comunas:
- Mayenne: Congrier, Saint-Erblon, Senonnes
- Maine-et-Loire: Pouancé
- Ille-et-Vilaine: Eancé, Martigné-Ferchaud
- Loire-Atlantique: Fercé
- Ille-et-Vilaine: Thourie
- Loire-Atlantique: Soulvache
- Ille-et-Vilaine: Teillay, Ercé-en-Lamée, Lalleu, Tresbœuf, La Bosse-de-Bretagne, Bain-de-Bretagne, Pancé, Pléchâtel, Poligné, Bourg-des-Comptes